# Ribautia natalica
Ribautia natalica är en mångfotingart som beskrevs av Karl Wilhelm Verhoeff 1939. Ribautia natalica ingår i släktet Ribautia och familjen storjordkrypare. Inga underarter finns listade i Catalogue of Life.